# Бруно I (герцог Саксонії)
Бруно I (нім. Bruno I, між 830 та 840 — 2 лютого 880) — 1-й герцог Саксонії у 872—880 роках. Католицька церква причислила його до святих.

## Життєпис
Походив з династії Людольфінгів. Старший син Людольфа, маркграфа Остафалії, та Оди, доньки графа Біллунга. Народився десь між 830 та 840 роком. Про молоді роки нічого невідомо.
У 866 році успадкував родинні володіння (дукс енгернів) та батьківський титул маркграфа. Продовжив політику попередника щодо збирання усіх саксонських земель. Цього сприяли постійні чвари в середині династії Каролінгів: як в Східно-Франкській державі, так й між королем останнього Людовиком II Німецьким з королями Західно-Франкського королівства.
До 872 року фактично став правителем усієї Саксонії. Того ж року брав участь у війні Людовика II Німецького з його синами Людовиком Молодшим і Карломаном. Після цього або у 874 року (після шлюбу Луітгарди, сестри Бруно, з Людовиком Молодшим) отримав титул герцога.
В подальшому був вірним васалом короля Людовика III Молодшого у війні з Карлом Лисим, королем Західно-Франкського королівства. Відповідно до «Фульдських анналів» Бруно I загинув в Саксонії в битві проти норманів на Люнебурзькій пустощі (інша назва битва при Ебсторфі). «Gesta quorundam regum Francorum» називає Бруно серед 12 саксонських графів, загиблих в битві проти данів. За повідомленням Відукінда Корвейського, Бруно I виступив з військом проти данців, проте йому раптово завадила повінь і герцог Саксонії потонув разом з усією армією. Володіння Бруно успадкував його брат Оттон I.

## Родина
Про його дітей нічого невідомо. Втім Бруно (975/985 — 1010/1011), граф Дерлінгау і засновник роду Брунонів, вважається нащадком Бруно I.